# جيمس أوبراين (مقدم برامج إذاعية)
جيمس أوبراين (بالإنجليزية: James O'Brien)‏ هو مقدم برامج إذاعية بريطاني، ولد في 13 يناير 1972 في حي هكني في لندن في المملكة المتحدة.

## وصلات خارجية
- جيمس أوبراين على موقع IMDb (الإنجليزية)